# Bo Gräslund
Bo Gräslund, född 13 december 1934 i Jönköping, är en svensk professor emeritus i arkeologi vid Uppsala Universitet, Institutionen för arkeologi och antik historia. Han är gift med arkeologen Anne-Sofie Gräslund.
Gräslund har argumenterat för att uttrycket fimbulvinter speglar folkliga minnen av svåra förhållanden under en rad somrar med dåligt väder som följde efter två förmodade vulkanutbrott år 536 och 540 e.Kr. 
Gräslund säger sig i boken Mysteriet Balderson. En deckargåta (2002) med textanalytisk metod ha bevisat att det var Sven Delblanc som var Balderson. Författaren Sven Wernström hävdade 2009 att Gräslund själv skulle vara mannen bakom pseudonymen.